# 糟屋義明
糟屋 義明（かすや よしあき、生没年不詳）は、幕末の幕臣（旗本）。糟屋弥右衛門の子。通称は鎗之助（やりのすけ）。官途は志摩守、大和守、筑後守。
万延元年（1860年）に小納戸頭取となり、文久元年（1861年）箱館奉行となり筑後守に補任された。ロシア領事ヨシフ・ゴシケーヴィチと折衝し、ロシアによる北蝦夷（樺太）のアイヌ人使役問題で彼らの使役を拒絶した。同年12月に再び小納戸頭取となり、翌年禁裏附となるが文久4年（1864年）免職となり寄合となる。慶応3年（1867年）に外国奉行並となり10月に新潟奉行を兼帯し新潟港の開港の準備を行った。翌年の慶応4年（1868年）3月までその任にあり、最後の新潟奉行となった。